# Polynormande 2015
La 36e édition de la Polynormande a eu lieu le 2 août 2015. La course fait partie du calendrier UCI Europe Tour 2015 en catégorie 1.1. C'est également la douzième épreuve de la Coupe de France sur route.
L'épreuve a été remportée par le Belge Olivier Naesen (Topsport Vlaanderen-Baloise) lors d'un sprint à trois coureurs respectivement devant le Français Fabrice Jeandesboz et le Canadien Antoine Duchesne tous les deux membres de l'équipe Europcar.
Le Français Thomas Rostollan (Équipe nationale de France amateurs) s'adjuge le classement par points ainsi que celui de la montagne et la formation française Bretagne-Séché Environnement termine meilleure équipe.

## Présentation

### Équipes
Classée en catégorie 1.1 de l'UCI Europe Tour, la Polynormande est par conséquent ouverte aux WorldTeams dans la limite de 50 % des équipes participantes, aux équipes continentales professionnelles, aux équipes continentales et aux équipes nationales.
Quatorze équipes participent à cette Polynormande : deux WorldTeams, six équipes continentales professionnelles, cinq équipes continentales et une équipe nationale :
| UCI WorldTeams   | UCI WorldTeams | UCI WorldTeams |
| Nom de l'équipe  | Pays           | Code           |
| ---------------- | -------------- | -------------- |
| AG2R La Mondiale | France         | ALM            |
| FDJ              | France         | FDJ            |

| Équipes continentales professionnelles | Équipes continentales professionnelles | Équipes continentales professionnelles |
| Nom de l'équipe                        | Pays                                   | Code                                   |
| -------------------------------------- | -------------------------------------- | -------------------------------------- |
| Bretagne-Séché Environnement           | France                                 | BSE                                    |
| Cofidis                                | France                                 | COF                                    |
| Europcar                               | France                                 | EUC                                    |
| RusVelo                                | Russie                                 | RVL                                    |
| Topsport Vlaanderen-Baloise            | Belgique                               | TSV                                    |
| Wanty-Groupe Gobert                    | Belgique                               | WGG                                    |

| Équipes continentales   | Équipes continentales | Équipes continentales |
| Nom de l'équipe         | Pays                  | Code                  |
| ----------------------- | --------------------- | --------------------- |
| Armée de Terre          | France                | ADT                   |
| Auber 93                | France                | AUB                   |
| Marseille 13 KTM        | France                | M13                   |
| Roubaix Lille Métropole | France                | RLM                   |
| Wallonie-Bruxelles      | Belgique              | WBC                   |

| Équipe nationale                    | Équipe nationale | Équipe nationale |
| Nom de l'équipe                     | Pays             | Code             |
| ----------------------------------- | ---------------- | ---------------- |
| Équipe nationale de France amateurs | France           | FRA              |

### Primes
Les vingt prix sont attribués suivant le barème de l'UCI,. Le total général des prix distribués est de 14 477 €.
| Position | 1er     | 2e      | 3e      | 4e    | 5e    | 6e    | 7e    | 8e    | 9e    | 10e à 20e |
| Prix     | 5 785 € | 2 895 € | 1 445 € | 715 € | 580 € | 433 € | 433 € | 287 € | 287 € | 147 €     |

## Classements

### Classement final
| Classement final | Classement final    | Classement final | Classement final             | Classement final   |
|                  | Coureur             | Pays             | Équipe                       | Temps              |
| ---------------- | ------------------- | ---------------- | ---------------------------- | ------------------ |
| 1er              | Oliver Naesen       | Belgique         | Topsport Vlaanderen-Baloise  | en 4 h 14 min 32 s |
| 2e               | Fabrice Jeandesboz  | France           | Europcar                     | + 0 s              |
| 3e               | Antoine Duchesne    | Canada           | Europcar                     | + 0 s              |
| 4e               | Anthony Delaplace   | France           | Bretagne-Séché Environnement | + 6 s              |
| 5e               | Pierrick Fédrigo    | France           | Bretagne-Séché Environnement | + 9 s              |
| 6e               | Romain Combaud      | France           | Armée de Terre               | + 14 s             |
| 7e               | Baptiste Planckaert | Belgique         | Roubaix Lille Métropole      | + 1 min 7 s        |
| 8e               | Frédéric Brun       | France           | Bretagne-Séché Environnement | + 1 min 9 s        |
| 9e               | Nacer Bouhanni      | France           | Cofidis                      | + 1 min 29 s       |
| 10e              | Grégory Habeaux     | Belgique         | Wallonie-Bruxelles           | + 1 min 29 s       |
| modifier         |                     |                  |                              |                    |

### Classements annexes
| Classement par points | Classement par points | Classement par points | Classement par points               | Classement par points |
| --------------------- | --------------------- | --------------------- | ----------------------------------- | --------------------- |
|                       | Coureur               | Pays                  | Équipe                              | Point(s)              |
| 1er                   | Thomas Rostollan      | France                | Équipe nationale de France amateurs | 10 points             |
| 2e                    | Nico Denz             | Allemagne             | AG2R La Mondiale                    | 5 pts                 |
| 3e                    | Frédéric Brun         | France                | Bretagne-Séché Environnement        | 2 pts                 |
| modifier              |                       |                       |                                     |                       |

| Classement de la montagne | Classement de la montagne | Classement de la montagne | Classement de la montagne           | Classement de la montagne |
| ------------------------- | ------------------------- | ------------------------- | ----------------------------------- | ------------------------- |
|                           | Coureur                   | Pays                      | Équipe                              | Point(s)                  |
| 1er                       | Thomas Rostollan          | France                    | Équipe nationale de France amateurs | 6 points                  |
| 2e                        | Romain Combaud            | France                    | Armée de Terre                      | 5 pts                     |
| 3e                        | François Bidard           | France                    | AG2R La Mondiale                    | 5 pts                     |
| modifier                  |                           |                           |                                     |                           |

| \| Classement par équipes[4] \| Classement par équipes[4] \| Classement par équipes[4] \| Classement par équipes[4] \| \| \| Équipe \| Pays \| Temps \| \| ------------------------- \| ---------------------------- \| ------------------------- \| ------------------------- \| \| 1re \| Bretagne-Séché Environnement \| France \| en 12 h 45 min 0 s \| \| 2e \| Europcar \| France \| + 5 s \| \| 3e \| Topsport Vlaanderen-Baloise \| Belgique \| + 1 min 34 s \| \| modifier \| \| \| \| |                              |          |                    |
| Classement par équipes |                              |          |                    |
| | Équipe                       | Pays     | Temps              |
| 1re | Bretagne-Séché Environnement | France   | en 12 h 45 min 0 s |
| 2e | Europcar                     | France   | + 5 s              |
| 3e | Topsport Vlaanderen-Baloise  | Belgique | + 1 min 34 s       |
| modifier |                              |          |                    |

### Classement de la Coupe de France
| Classement individuel Cette section est vide, insuffisamment détaillée ou incomplète. Votre aide est la bienvenue ! Comment faire ? | Classement par équipes Cette section est vide, insuffisamment détaillée ou incomplète. Votre aide est la bienvenue ! Comment faire ? |

### UCI Europe Tour
Cette Polynormande attribue des points pour l'UCI Europe Tour 2015, par équipes seulement aux coureurs des équipes continentales professionnelles et continentales, individuellement à tous les coureurs sauf ceux faisant partie d'une équipe ayant un label WorldTeam.
| Position,          | 1er | 2e | 3e | 4e | 5e | 6e | 7e | 8e | 9e | 10e | 11e | 12e |
| Classement général | 80  | 56 | 32 | 24 | 20 | 16 | 12 | 8  | 7  | 6   | 5   | 3   |

## Liste des participants
- Liste de départ complète

| Légende | Légende                                                                    | Légende | Légende                                                    |
| ------- | -------------------------------------------------------------------------- | ------- | ---------------------------------------------------------- |
| Num     | Dossard de départ porté par le coureur sur cette Polynormande              | Pos     | Position à l'arrivée de la course                          |
|         | Indique un maillot de champion national ou mondial, suivi de sa spécialité | NP      | Indique un coureur qui n'a pas pris le départ de la course |
| AB      | Indique un coureur qui n'a pas terminé la course                           | HD      | Indique un coureur qui a terminé la course hors des délais |

| Wanty-Groupe Gobert WGG                 | Wanty-Groupe Gobert WGG | Wanty-Groupe Gobert WGG |
| --------------------------------------- | ----------------------- | ----------------------- |
| Num                                     | Coureur                 | Pos                     |
| 1                                       | Jan Ghyselinck (BEL)    | AB                      |
| 2                                       | Simone Antonini (ITA)   | AB                      |
| 3                                       | Francis De Greef (BEL)  | AB                      |
| 4                                       | Tim De Troyer (BEL)     | AB                      |
| 5                                       | Kevin Callebaut (BEL)   | AB                      |
| 6                                       | Yannick Eijssen (BEL)   | 33e                     |
| 7                                       | Marco Minnaard (NED)    | AB                      |
| 8                                       | Romain Barroso (FRA)    | 65e                     |
| Directeur sportif : Jean-Marc Rossignon |                         |                         |

| Europcar EUC                         | Europcar EUC             | Europcar EUC |
| ------------------------------------ | ------------------------ | ------------ |
| Num                                  | Coureur                  | Pos          |
| 11                                   | Julien Morice (FRA)      | 70e          |
| 12                                   | Jérôme Cousin (FRA)      | 44e          |
| 13                                   | Antoine Duchesne (CAN)   | 3e           |
| 14                                   | Tony Hurel (FRA)         | 12e          |
| 15                                   | Fabrice Jeandesboz (FRA) | 2e           |
| 16                                   | Vincent Jérôme (FRA)     | AB           |
| 17                                   | Alexandre Pichot (FRA)   | 46e          |
| 18                                   | Jimmy Engoulvent (FRA)   | 62e          |
| Directeur sportif : Benoît Génauzeau |                          |              |

| Roubaix Lille Métropole RLM         | Roubaix Lille Métropole RLM | Roubaix Lille Métropole RLM |
| ----------------------------------- | --------------------------- | --------------------------- |
| Num                                 | Coureur                     | Pos                         |
| 21                                  | Rudy Barbier (FRA)          | 50e                         |
| 22                                  | Jérémy Leveau (FRA)         | 15e                         |
| 23                                  | Romain Pillon (FRA)         | AB                          |
| 24                                  | Baptiste Planckaert (BEL)   | 7e                          |
| 25                                  | Jimmy Turgis (FRA)          | 22e                         |
| 26                                  |                             |                             |
| 27                                  | Léo Vincent (FRA)           | 73e                         |
| 28                                  | Félix Pouilly (FRA)         | 52e                         |
| Directeur sportif : Gilles Pauchard |                             |                             |

| AG2R La Mondiale ALM           | AG2R La Mondiale ALM   | AG2R La Mondiale ALM |
| ------------------------------ | ---------------------- | -------------------- |
| Num                            | Coureur                | Pos                  |
| 31                             | Julien Bérard (FRA)    | 42e                  |
| 32                             | Maxime Daniel (FRA)    | 53e                  |
| 33                             | Nico Denz (GER)        | 41e                  |
| 34                             | Florent Pereira (FRA)  | 35e                  |
| 35                             | Samuel Dumoulin (FRA)  | 49e                  |
| 36                             | Quentin Jauregui (FRA) | AB                   |
| 37                             | Pierre Latour (FRA)    | 19e                  |
| 38                             | François Bidard (FRA)  | 43e                  |
| Directeur sportif : Gilles Mas |                        |                      |

| FDJ                                  | FDJ                     | FDJ |
| ------------------------------------ | ----------------------- | --- |
| Num                                  | Coureur                 | Pos |
| 41                                   | Arnaud Courteille (FRA) | AB  |
| 42                                   | Anthony Geslin (FRA)    | AB  |
| 43                                   | Francis Mourey (FRA)    | AB  |
| 44                                   | Fabien Doubey (FRA)     | 39e |
| 45                                   | Cédric Pineau (FRA)     | 56e |
| 46                                   | Marc Sarreau (FRA)      | 17e |
| 47                                   | Johan Le Bon (FRA)      | 51e |
| 48                                   | Marc Fournier (FRA)     | AB  |
| Directeur sportif : Frédéric Guesdon |                         |     |

| Bretagne-Séché Environnement BSE | Bretagne-Séché Environnement BSE | Bretagne-Séché Environnement BSE |
| -------------------------------- | -------------------------------- | -------------------------------- |
| Num                              | Coureur                          | Pos                              |
| 51                               | Anthony Delaplace (FRA)          | 4e                               |
| 52                               | Armindo Fonseca (FRA)            | 18e                              |
| 53                               | Arnaud Gérard (FRA)              | 11e                              |
| 54                               | Romain Feillu (FRA)              | 58e                              |
| 55                               | Kévin Ledanois (FRA)             | AB                               |
| 56                               | Pierrick Fédrigo (FRA)           | 5e                               |
| 57                               | Frédéric Brun (FRA)              | 8e                               |
| 58                               | Valentin Madouas (FRA)           | 64e                              |
| Directeur sportif : Roger Tréhin |                                  |                                  |

| Cofidis COF                        | Cofidis COF              | Cofidis COF |
| ---------------------------------- | ------------------------ | ----------- |
| Num                                | Coureur                  | Pos         |
| 61                                 | Nacer Bouhanni (FRA)     | 9e          |
| 62                                 |                          |             |
| 63                                 | Adrien Petit (FRA)       | AB          |
| 64                                 | Loïc Chetout (FRA)       | AB          |
| 65                                 | Anthony Turgis (FRA)     | AB          |
| 66                                 | Christophe Laporte (FRA) | AB          |
| 67                                 | Rayane Bouhanni (FRA)    | AB          |
| 68                                 | Hugo Hofstetter (FRA)    | AB          |
| Directeur sportif : Alain Deloeuil |                          |             |

| Équipe nationale de France amateurs FRA  | Équipe nationale de France amateurs FRA | Équipe nationale de France amateurs FRA |
| ---------------------------------------- | --------------------------------------- | --------------------------------------- |
| Num                                      | Coureur                                 | Pos                                     |
| 71                                       | Franck Bonnamour (FRA)                  | 63e                                     |
| 72                                       | Rémi Cavagna (FRA)                      | AB                                      |
| 73                                       | Thibault Ferasse (FRA)                  | 13e                                     |
| 74                                       | Adrien Legros (FRA)                     | 60e                                     |
| 75                                       | Guillaume Martin (FRA)                  | 72e                                     |
| 76                                       | Clément Mary (FRA)                      | 66e                                     |
| 77                                       | Nans Peters (FRA)                       | 21e                                     |
| 78                                       | Thomas Rostollan (FRA)                  | 75e                                     |
| Directeur sportif : Pierre-Yves Chatelon |                                         |                                         |

| Auber 93 AUB                         | Auber 93 AUB                | Auber 93 AUB |
| ------------------------------------ | --------------------------- | ------------ |
| Num                                  | Coureur                     | Pos          |
| 81                                   | César Bihel (FRA)           | 61e          |
| 82                                   | Pierre Gouault (FRA)        | 48e          |
| 83                                   | Julien Guay (FRA)           | 40e          |
| 84                                   | Alo Jakin (EST)             | 28e          |
| 85                                   | Guillaume Levarlet (FRA)    | 26e          |
| 86                                   | Anthony Maldonado (FRA)     | 16e          |
| 87                                   | Maxime Renault (FRA)        | 31e          |
| 88                                   | Steven Tronet (FRA) (Route) | 24e          |
| Directeur sportif : Stéphane Javalet |                             |              |

| Marseille 13 KTM M13                    | Marseille 13 KTM M13      | Marseille 13 KTM M13 |
| --------------------------------------- | ------------------------- | -------------------- |
| Num                                     | Coureur                   | Pos                  |
| 91                                      | Julien El Fares (FRA)     | 32e                  |
| 92                                      | Rémy Di Grégorio (FRA)    | 27e                  |
| 93                                      | Benjamin Giraud (FRA)     | AB                   |
| 94                                      | Julien Loubet (FRA)       | AB                   |
| 95                                      | Yoann Paillot (FRA)       | 67e                  |
| 96                                      | Yoän Vérardo (FRA)        | AB                   |
| 97                                      | Grégoire Tarride (FRA)    | AB                   |
| 98                                      | Evaldas Šiškevičius (LTU) | AB                   |
| Directeur sportif : Freddy Lecarpentier |                           |                      |

| RusVelo RVL                        | RusVelo RVL               | RusVelo RVL |
| ---------------------------------- | ------------------------- | ----------- |
| Num                                | Coureur                   | Pos         |
| 101                                | Ivan Balykin (RUS)        | 54e         |
| 102                                | Alexander Foliforov (RUS) | AB          |
| 103                                | Igor Boev (RUS)           | 68e         |
| 104                                | Roman Maikin (RUS)        | 14e         |
| 105                                | Andrey Solomennikov (RUS) | 69e         |
| 106                                | Sergey Firsanov (RUS)     | 23e         |
| 107                                | Alexander Rybakov (RUS)   | 71e         |
| 108                                | Kirill Pozdnyakov (RUS)   | 47e         |
| Directeur sportif : Serhiy Honchar |                           |             |

| Topsport Vlaanderen-Baloise TSV | Topsport Vlaanderen-Baloise TSV | Topsport Vlaanderen-Baloise TSV |
| ------------------------------- | ------------------------------- | ------------------------------- |
| Num                             | Coureur                         | Pos                             |
| 111                             | Tim Declercq (BEL)              | 29e                             |
| 112                             | Oliver Naesen (BEL)             | 1er                             |
| 113                             |                                 |                                 |
| 114                             | Arthur Vanoverberghe (BEL)      | 25e                             |
| 115                             | Jelle Wallays (BEL)             | AB                              |
| 116                             | Gijs Van Hoecke (BEL)           | 20e                             |
| 117                             | Pieter Vanspeybrouck (BEL)      | 36e                             |
| 118                             | Eliot Lietaer (BEL)             | NP                              |
| Directeur sportif :             |                                 |                                 |

| Armée de Terre ADT               | Armée de Terre ADT      | Armée de Terre ADT |
| -------------------------------- | ----------------------- | ------------------ |
| Num                              | Coureur                 | Pos                |
| 121                              | Alexis Bodiot (FRA)     | AB                 |
| 122                              | Romain Combaud (FRA)    | 6e                 |
| 123                              | Julien Duval (FRA)      | 59e                |
| 124                              | Yann Guyot (FRA)        | AB                 |
| 125                              | Kévin Lebreton (FRA)    | 37e                |
| 126                              | Étienne Tortelier (FRA) | 38e                |
| 127                              | Jimmy Raibaud (FRA)     | 34e                |
| 128                              | Benoît Sinner (FRA)     | 57e                |
| Directeur sportif : Jimmy Casper |                         |                    |

| Wallonie-Bruxelles WBC                | Wallonie-Bruxelles WBC   | Wallonie-Bruxelles WBC |
| ------------------------------------- | ------------------------ | ---------------------- |
| Num                                   | Coureur                  | Pos                    |
| 131                                   | Sébastien Delfosse (BEL) | AB                     |
| 132                                   | Antoine Demoitié (BEL)   | 74e                    |
| 133                                   | Tom Dernies (BEL)        | 30e                    |
| 134                                   | Gaëtan Pons (BEL)        | AB                     |
| 135                                   | Laurent Évrard (BEL)     | 55e                    |
| 136                                   | Grégory Habeaux (BEL)    | 10e                    |
| 137                                   | Kevyn Ista (BEL)         | 45e                    |
| 138                                   | Thomas Wertz (BEL)       | AB                     |
| Directeur sportif : Frédéric Amorison |                          |                        |